# Maurice Blitz
Maurice Jean Blitz (Parigi, 28 luglio 1891 – Anversa, 2 febbraio 1975) è stato un pallanuotista belga.
Era il fratello di Gérald Blitz, pallanuotista anche lui, e padre dell'omonimo Gérard Blitz che nel 1950 fondò il Club Méditerranée.
I fratelli Gérard e Maurice Blitz fecero parte della nazionale belga di pallanuoto che vinse la medaglia d'argento per due olimpiadi consecutive, ai Giochi di Anversa nel 1920 e ai seguenti Giochi di Parigi nel 1924.
Conclusa la carriera agonistica, Maurice Blitz non abbandonò il mondo dello sport. Diventò arbitro internazionale di pallanuoto (fu l'arbitro della finale olimpica del 1932), fu membro del comitato olimpico belga e della federazione di nuoto belga. 
Fu tra i primi finanziatori del Club Méditerranée, fondato dal figlio Gérard nel 1950.